# Untermurnthal

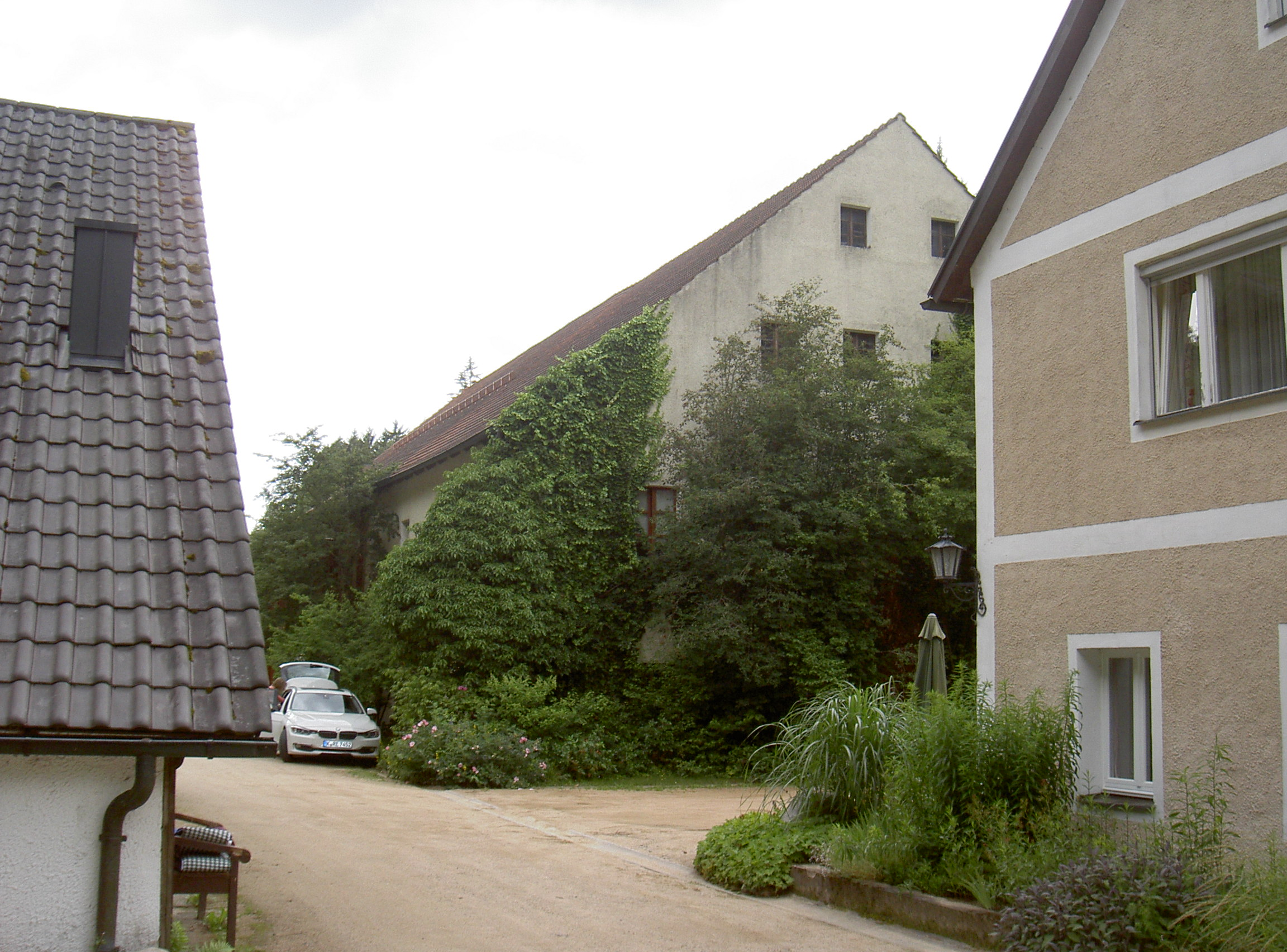
Untermurnthal (2016)

Untermurnthal ist ein Ortsteil der Stadt  Neunburg vorm Wald im Landkreis Schwandorf in Bayern.

## Geographie
Untermurnthal liegt circa fünf Kilometer nordöstlich von Neunburg vorm Wald im Murnthal, einem Durchbruchstal der Schwarzach, das sich an die Eixendorftalsperre anschließt. Die Schwarzach durchbricht hier den Granitriegel, der das tertiäre Becken um Rötz von der Neunburger Talmulde trennt.

## Geschichte
Der Name Moornthal, später dann Murnthal, kommt vom sumpfigen, moorigen Talgrund, in dem die Siedlung liegt. Sie wurde in früherer Zeit auch Rosskopfhütte genannt.
Gegründet wurde Untermurnthal im Jahr 1837 als zweite der später so genannten Murnthalschleifen.
Ober-, Mitter- und Untermurnthal gehörten von der Mitte des 19. Jahrhunderts bis zum Anfang des 20. Jahrhunderts zu den größten Schleifwerken Deutschlands, in denen Spiegelglas geschliffen und poliert wurde. Die veredelten Gläser wurden ausnahmslos nach Fürth geliefert, wo diese belegt wurden und meistens gerahmt oder in Kleinmöbel eingebaut wurden. 1939 stellten sie infolge der belgisch-rheinischen Konkurrenz den Betrieb ein. Nachdem 1925 ein neuer Staudamm gebaut wurde, wurden die Glasschleifen ab 1937 an die öffentliche Energieversorgung angeschlossen und als Wasserkraftwerke zur Stromerzeugung genutzt.
1942 wurde nach Untermurnthal kriegsbedingt eine Schraubenfabrik aus Nürnberg ausgelagert, die 1945 den Standort wieder aufgab.
Später wurde das ehemalige Spiegelglasschleif- und Polierwerk an verschiedene Betriebe verpachtet.
Seit den 1950er Jahren ist Untermurnthal ein beliebtes Urlaubsziel im Raum Neunburg vorm Wald. Anfangs wurden einzelne Zimmer vermietet. Seit den 1970er Jahren entstanden hier mehrere Ferienwohnungen.
1912 erwarb der damalige Poliermeister des Werkes, Herr Johann Ermer, das gesamte Anwesen.
Am 23. März 1913 war Untermurnthal Teil der Pfarrei Neunburg vorm Wald, bestand aus zwei Häusern und zählte 45 Einwohner.
Am 31. Dezember 1990 hatte Untermurnthal vier Einwohner und gehörte zur Pfarrei Neunburg vorm Wald.

## Kultur und Sehenswürdigkeiten
2015 entstand in Untermurnthal eine Begegnungsstätte für Kunst, Kultur und gesellschaftlichen Austausch, das Seminarium Murnthal, in dem Seminare und Feiern veranstaltet werden. In der alten „Polier“, einem ehemaligen Betriebsraum des alten Spiegelglasschleif- und polierwerks, finden Vernissagen und Kunstausstellungen namhafter Künstler statt.
Seit 2017 wird das Seminar- und Gruppenhaus unter dem Namen „Alte Glasschleife“ auch bundesweit und international bekannt. Es finden seitdem regelmäßig Seminare mit den Themenkreisen Musik, Theater, Yoga und Alternative Heilweisen statt. Seit 2021 wird für Sommerveranstaltungen der Begriff „Murnthaler Kultursommer“ verwendet. Immer wieder finden hier auch öffentliche Kulturveranstaltungen wie kleine Konzerte, Lesungen und Themenführungen statt. Die bislang größte Kulturveranstaltung war ein „Picknick-Konzert“ mit Liedermacher-Songs im Juni 2018, an dem über 300 Personen als Gäste teilnahmen.
Im Hof von Untermurnthal befindet sich ein vergoldetes, gusseisernes Hofkreuz mit der Reliefdarstellung einer Schutzmantel-Madonna, welches um das Jahr 1881 aufgestellt wurde und heute zu den bedeutendsten seiner Art im Landkreis Schwandorf zählt. Es wurde von Robert Bergschneider restauriert.
Die seit 2017 neu gestalteten Gärten des Seminariums in Untermurnthal sind mittlerweile überregional bekannt. Sie sind in mehrere Gartenräume untergliedert, darunter dem „Musen-Garten“, der daran erinnern soll, dass das Murnthal seit 2015 zum Ort der Kunst und Kultur geworden ist.
Siehe auch: Liste der Baudenkmäler in Neunburg vorm Wald, Abschnitt Untermurnthal

## Tourismus
An der nördlichen Talseite von Untermurnthal führt die Südroute des Prädikatswanderweges Goldsteig vorbei, der Marktredwitz mit Passau verbindet.
Zudem führt an Mittermurnthal auf der Trasse der ehemaligen Bahnstrecke Bodenwöhr–Rötz der Schwarzachtal-Radweg (Sz) vorbei. Diese wichtige Hauptroute im Bayernnetz für Radler verbindet Tschechien mit Schwarzenfeld und dem Naabtalradweg (Na).